# Pruszkówi maffia
Pruszkówi maffia egy délvarsói városból Pruszkówból és környékéről indult ki, Ireneusz P. "Barabasz" bandájából, amely már az 1970-es években a rendőrség látókörébe került. Barabasz halála után a szervezet vezetője egy rövid időre Zbigniew Kujawski "Ali" lett. Őt követte egy másik Pruszkówi lakos Janusz Prasol "Parasol", majd Andrzej Kolikowski "Pershing" került a gang élére, aki Lengyelország legerősebb maffiózója lett.
A "pruszkówi csoport" egy 50 ezer fős mazoviai városból indult és kb 2000 főből állt országszerte, ez a csoport felügyelte szinte az egész országot, de legfőképp az ország központját Varsót. Ezenkivül néhány európai országban is voltak érdekeltségei. A számlájukra írható több száz gyilkosság, amelynek többségéért senki se felelt. Fő bevételi forrásuk a szeszfőzdékből, védelmi pénzek szedéséből, prostitúcióból, emberrablásból, kokain, heroin terjesztéséből és amfetamin előállításából keletkezett. Továbbá pénzt fektettek klubokba, üzemekbe, éttermekbe, építési vállalatokba, politikai pártokba, sport klubokba és hotelekbe. Mára szinte az egész "öreg brigád" nem él, vagy börtönbüntetését tölti. A csoport szétveréséhez és több száz ember letartóztatásához szükség volt Jarosław Sokołowski "Masa" volt pruszkówi maffiózó vallomására, aki koronatanú védelmet kapott.
Pruszkówi gang vezetői: "felsővezetők": Andrzej Kolikowski "Pershing" (korlátlan főnök, 1999-es halála után a megmaradt 6 "felsővezető" együttesen irányította tovább a csoportot), Janusz Prasol "Parasol", Zygmunt Raźniak "Bolo", Andrzej Banasiak vel Zieliński "Słowik", Ryszard Szwarc "Kajtek", Mirosław Danielak "Malizna", Leszek Danielak "Wańka".
Fontosabb tagok: Krzysztof Ryszard Pawlik "Krzyś" (nem él), Zbigniew Kujawski ps. "Ali" (felhagyott a bűnözéssel, a kilépés egy ilyen csoportból csak azért sikerülhetett neki, mert az évek alatt nagy reszpektet épített fel és a későbbiekben nem ütötte az orrát a csoport ügyeibe), Wojciech Budziszewski "Budzik" (gyilkosságért 25 évet kapott), Wojciech Kiełbiński "Kiełbasa" (Pruszków belvárosában 1996-ban lelőtték), Czesław Borowski "Dziki" (nem él), Jarosław Sokołowski "Masa" (koronatanú) , Jerzy Wieczorek "Żaba" (letartóztatták), Jacek Dresz (Pruszkówi házában saját fia ölte meg), Kazimierz Klimas "Kazik" (letartóztatták), Jerzy Jarosław Maringe ps. "Jąkaty", "Chińczyk" (megszakította a kapcsolatát a csoporttal), Stefan Z. "Zaleś", Adam D. "Młody Wańka", Jacek Genejak, Robert M. "Miluś", Jacek K. "Kotlet", Dariusz Bytniewski "Bysiu", Robert Frankowski "Franek", Paweł Robert Bednarczyk "Bedzio" (mindet letartóztatták), Piotr J. "Klajniak" (megölték), Paweł Marcin Bereza "Bryndziak" (letartóztatták), Jacek R. "Sankuł", Ryszard Niemczyk "Rzeźnik" (letartóztatták), Ryszard Bogucki "Boguś" (letartóztatták).